# Médaille Vilhelm-Bjerknes
La médaille Vilhelm-Bjerknes est une récompense attribuée depuis 2004 par l'Union européenne des géosciences (European Goesciences Union en anglais) et antérieurement, de 1997 à 2003, par la Société européenne de géophysique (European Geophysic Society en anglais) pour une « éminente contribution en recherche dans les sciences atmosphériques. » Elle est nommée en l'honneur de Wilhelm (ou Vilhelm) Bjerknes, le père de la météorologie moderne.

## Lauréats
Les lauréats ont été :
- 2023 : Christoph Schär
- 2022 : Hugh Coe
- 2021 : Spyros N. Pandis
- 2020 : Michael J. Prather
- 2019 : Johannes Lelieveld
- 2018 : Pinhas Alpert
- 2017 : John M. C. Plane
- 2016 : Maria Kanakidou
- 2014 : Urs Baltensperger
- 2013 : John Burrows
- 2012 : Adrian Simmons
- 2011 : Karin Labitzke
- 2010 : Akio Arakawa
- 2009 : J. Ray Bates
- 2008 : Gouri Marchuk
- 2007 : Markku Kulmala
- 2006 : Erich Roeckner
- 2005 : David Williamson
- 2004 : Joseph Egger
- 2003 : Joost A. Businger
- 2002 : Klaus Hasselmann
- 2001 : Fedor Mesinger
- 2000 : Sergej Zilitinkevich
- 1999 : Jean-Claude André
- 1998 : Arnt Eliassen
- 1997 : Brian J. Hoskins